# (1253) Frisia
(1253) Frisia est un astéroïde de la ceinture principale découvert le 9 octobre 1931 par l'astronome allemand Karl Wilhelm Reinmuth. Le lieu de découverte est Heidelberg (024). Sa désignation provisoire était 1931 TV1.
Sa distance minimale d'intersection de l'orbite terrestre est de 1,497040 ua.
Il tire son nom des Îles de la Frise.